# Spadonia phalloides
Spadonia phalloides — вид грибів, що належить до монотипового роду Spadonia.